# 熊本県道186号川瀬免田線
熊本県道186号川瀬免田線（くまもとけんどう186ごう かわせめんだせん）は、熊本県球磨郡あさぎり町を通る一般県道である。

## 概要

### 路線データ
- 起点：熊本県球磨郡あさぎり町須恵（熊本県道33号人吉水上線交点）
- 終点：熊本県球磨郡あさぎり町免田東（あさぎり町免田東交差点、国道219号交点）

## 地理

### 通過する自治体
- 球磨郡あさぎり町

### 交差する道路
| 交差する道路           | 交差する場所 | 交差する場所                  |
| ---------------------- | ------------ | ----------------------------- |
| 熊本県道33号人吉水上線 | 須恵         | 起点                          |
| 国道219号              | 免田東       | あさぎり町免田東交差点 / 終点 |

- 熊本県道335号湯前人吉自転車道線

### 交差する鉄道
- くま川鉄道湯前線

### 沿線
- 球磨川
- あさぎり町役場